# Португальская Ост-Индская компания
Португальская Ост-Индская компания — просуществовавшая всего 5 лет, с 1628 по 1633 годы, колониальная компания с крупным государственным участием, которой испано-португальская корона предоставила монополию на торговлю пряностями со странами бассейна Индийского океана.
В отличие от стран Северной Европы, в Испании и Португалии торговля с колониями рассматривалось как дело государственной важности, следствием чего было установление государственной монополии на такого рода торговлю. Колониальными делами заведовал Индийский торговый дом, практически ежегодно снаряжавший на восток т. н. индийские армады. К концу XVI века Португальской империи, утратившей государственный суверенитет и перешедшей в руки испанских Габсбургов, становилось всё труднее выдерживать конкуренцию со стороны частных Ост-Индских компаний из Голландии и Англии. Местные меркантилисты ради привлечения капитала в торговлю предложили создать частную компанию по образу и подобию голландской. Несмотря на противодействие многих высокопоставленных сановников, король по совету министра Оливареса согласился на этот эксперимент. 
В 1629–1630 годах пять кораблей новой компании доставили в Гоа серебро, золото и кораллы, там их продали и на местном рынке были закуплены специи. Но затем компанию преследовали неудачи, связанные с аннулированием отплытия судов, их затоплением и утратой значительной части груза во время штормов. К концу 1632 года компания столкнулась с серьезными финансовыми затруднениями. В итоге она оказалась убыточной, и 12 апреля 1633 года был издан королевский указ о её ликвидации и поглощении Советом королевского казначейства.